# Карда (Месина)
Карда је насеље у Италији у округу Месина, региону Сицилија.
Према процени из 2011. у насељу је живело 120 становника. Насеље се налази на надморској висини од 66 м.